# McLeod County
McLeod County är ett administrativt område i delstaten Minnesota i USA. År 2010 hade county 36 651 invånare. Den administrativa huvudorten (county seat) är Glencoe. 

## Politik
McLeod County tenderar att rösta republikanskt. Republikanernas kandidat har vunnit countyt i samtliga presidentval under 2000-talet. Sedan 1900 har demokraternas kandidat vunnit countyt fem gånger (1912, 1932, 1936, 1964 och 1996). Vid övriga presidentval under perioden har countyt vunnits av republikanernas kandidat. I valet 2016 vann republikanernas kandidat med 64,6 procent mot 26,5 för demokraternas kandidat, vilket är den största segern i countyt för en kandidat sedan valet 1956.

## Geografi
Enligt United States Census Bureau har countyt en total area på 1 310 km². 1 274 km² av den arean är land och 36 km² är vatten.     

### Angränsande countyn
- Wright County - nordost
- Carver County - öst
- Sibley County - söder
- Renville County - väst
- Meeker County - nordväst